# Bobergs landskommun
Bobergs landskommun var en tidigare kommun i Östergötlands län.

## Administrativ historik
Kommunen bildades som storkommun vid kommunreformen 1952 genom sammanläggning av de tidigare landskommunerna Normlösa, Vallerstad och Skeppsås (nu i Mjölby kommun) samt Ask, Ekebyborna, Fornåsa, Lönsås och Älvestad (nu i Motala kommun). Namnet togs från Bobergs härad.
Den upplöstes år 1971 och dess område delades mellan Mjölby kommun och Motala kommun. 
Kommunkoden var 0504.

### Kyrklig tillhörighet
I kyrkligt hänseende tillhörde kommunen församlingarna Ask, Ekebyborna, Fornåsa, Lönsås, Normlösa, Skeppsås, Vallerstad och Älvestad.

## Geografi
Bobergs landskommun omfattade den 1 januari 1952 en areal av 168,21 km², varav 153,80 km² land.

### Tätorter i kommunen 1960
| Tätort  | Folkmängd |
| ------- | --------- |
| Fornåsa | 362       |
| Älvan   | 203       |

Tätortsgraden i kommunen var den 1 november 1960 32,3 procent.

## Politik

### Mandatfördelning i valen 1950–1966
| 19 | 10 | 3 | 3 |

| 33 |

| 2 | 17 | 8 | 4 | 4 |

| 31 |

| 16 | 2 | 9 | 3 | 5 |

| 33 |

| 16 | 2 | 9 | 4 | 4 |

| 30 | 5 |

| 14 | 2 | 10 | 4 |  | 4 |

| 29 | 6 |